# 斯莫利亞日
51°12′48″N 32°3′10″E / 51.21333°N 32.05278°E
斯莫利亞日（烏克蘭語：Смоляж）是位於烏克蘭北部切爾尼希夫州裏尼任區的村莊，面積0.002平方公里，海拔高度126米，2009年該城鎮人口410。